# Jayant Vishnu Narlikar

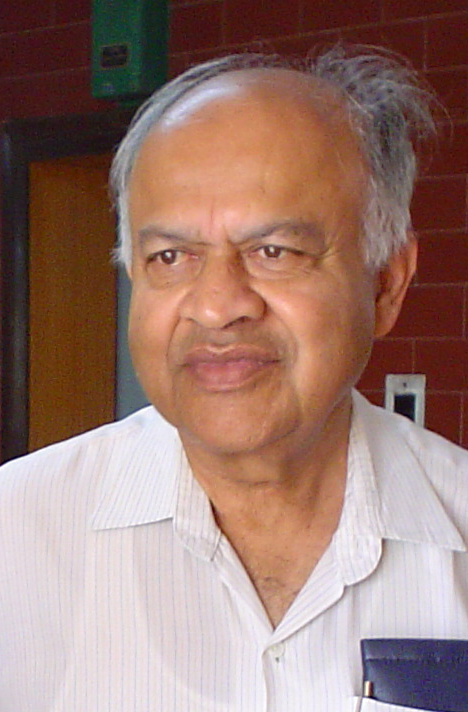
Jayant Vishnu Narlikar, 2007

Jayant Vishnu Narlikar (* 19. Juli 1938 in Kolhapur; † 20. Mai 2025 in Pune) war ein indischer Astrophysiker und Hochschullehrer.

## Leben
Narlikar war der Sohn eines Mathematikprofessors an der Banaras Hindu University in Varanasi. Er studierte an der Banaras Hindu University (Bachelorabschluss 1957) und an der Universität Cambridge, wo er 1960 seinen Bachelor-Abschluss in Mathematik machte, Wrangler war und die Tyson-Medaille bei den Tripos-Prüfungen gewann und 1962 den Smith-Preis gewann. 1963 promovierte er in Cambridge bei Fred Hoyle und 1964 machte er seinen Master-Abschluss in Astronomie und Astrophysik. Ab 1966 war er gleich nach dessen Gründung Mitglied des Instituts für Theoretische Astronomie in Cambridge, wo er 1963 bis 1972 Fellow des King’s College war. 1972 wurde er Professor am Tata Institute of Fundamental Research in Bombay und leitete dort die Gruppe für theoretische Astrophysik. 1988 war er Gründungsdirektor des indischen Inter-Universitären Instituts für Astronomie und Astrophysik (IUCAA) in Pune.
1994 bis 1997 war er Präsident der Kosmologie-Kommission der International Astronomical Union. Für seine populärwissenschaftlichen Beiträge erhielt er 1996 den Kalinga-Preis der UNESCO. Er erhielt 1990 den Indira Gandhi Award der Indian National Science Academy, 2004 den Orden Padma Vibhushan, 1965 den Orden Padma Bhushan, den Bhatnagar Award, den M.P. Birla Award und den Prix Janssen der französischen astronomischen Gesellschaft. 1967 erhielt er den Adams-Preis in Cambridge. Er war Fellow aller drei nationalen indischen Akademien der Wissenschaften (Indian National Science Academy, National Academy of Sciences India und Indian Academy of Sciences) und der Third World Academy of Sciences sowie Mitglied der Royal Astronomical Society. 1976 erhielt er einen Sc.D. der Universität Cambridge.
Er war mit der Mathematikerin Mangala Narlikar verheiratet, mit der er drei Töchter bekam.

## Lehre
Narlikar war wie Hoyle Vertreter von Alternativen zur Urknall-Theorie in der Kosmologie wie der Steady-State-Theorie. Er beschäftigte sich auch mit Fernwirkungstheorien nach Richard Feynman und John Archibald Wheeler (insbesondere im Zusammenhang mit dem Zeitpfeil in der Kosmologie), mit dem Machschen Prinzip sowie mit Tachyonen. Mit Hoyle entwickelte er in den 1960er Jahren eine konforme Erweiterung der allgemeinen Relativitätstheorie, in der das Machsche Prinzip eingebaut ist: die Massen der Teilchen werden durch die Massen aller anderen Teilchen im Universum durch eine Fernwirkungstheorie bestimmt (Hoyle-Narlikar-Theorie). Die Theorie ist eine Skalar-Tensor-Theorie der Gravitation und führt auf eine zeitliche veränderliche Gravitationskonstante. Noch 1993 arbeitete er mit Hoyle und Geoffrey Burbidge an einer Erweiterung der Steady-State-Theory.

## Schriften
- mit Ajit Kembhavi: Quasars and active galactic nuclei- an introduction. Cambridge University Press, 1999.
- Violent phenomena in the universe. Oxford University Press, 1982.
- Lectures on General Relativity and Cosmology. Macmillan, 1979.
- Introduction to Cosmology. Cambridge University Press, 1983, 1993, 2002.
- mit Hoyle: Lectures on cosmology and action at a distance electrodynamics. World Scientific, 1996.
- The lighter side of gravity. Freeman, 1982, 1996.
- Die Sieben Wunder des Universums. Roger und Bernhard, 2001 (englisches Original: Seven wonders of the cosmos. Cambridge University Press, 1999).
- From black holes to black clouds. World Scientific, 1985, 1995.
- mit Thanu Padmanabhan: Gravity, Gauge Theories and Quantum Gravity. Kluwer, Reidel 1986.
- Primeval Universe. Oxford University Press, 1988.
- The Structure of the Universe. Oxford University Press, 1977.
- Cosmic adventure. Pune. 2000.
- The scientific edge: the Indian scientist from Vedic to modern times. Penguin, New Delhi 2003.
- mit Fred Hoyle: The physics astronomy frontier. Freeman, 1980.
- mit Fred Hoyle, Geoffrey Burbidge: A different approach to cosmology. Cambridge University Press, 2000.
- mit Geoffrey Burbidge: Facts and Speculation in Cosmology. Cambridge University Press, 2008.
- An introduction to relativity. Cambridge University Press, 2010.

Narlikar veröffentlichte auch einige Science-Fiction-Bücher.